# Saint-Priest-la-Feuille
Saint-Priest-la-Feuille település Franciaországban, Creuse megyében. Lakosainak száma 721 fő (2022. január 1.). Saint-Priest-la-Feuille Chamborand, Le Grand-Bourg, Lizières, La Souterraine és Fursac községekkel határos.

## Népesség
A település népessége az elmúlt években az alábbi módon változott:
| Lakosok száma | 790  | 638  | 635  | 650  | 812  | 783  | 771  | 777  | 757  | 721  |
|               | 1968 | 1982 | 1990 | 2006 | 2013 | 2015 | 2017 | 2019 | 2020 | 2022 |